# Danas
Danas (cirílico serbio: Данас, en español: «hoy») es un periódico diario publicado en Serbia. Su primer número salió a la venta en 1997, y rápidamente se transformó en un instrumento informativo contra el régimen de Slobodan Milošević, por lo que recibió duras represalias. Su difusión es de unos 35 000 ejemplares diarios. El diario se edita en serbio, pero no usa el alfabeto cirílico como la mayoría de los diarios del país, sino el latino.

## Historia
Danas fue fundado a mediados de 1997 cuando un grupo de periodistas descontentos del diario Naša borba abandonó el mismo por un conflicto con el nuevo propietario mayoritario del periódico. El primer número de Danas apareció el 9 de junio de 1997.
Desde el principio el diario mantuvo una fuerte política editorial independiente con respecto al régimen de Slobodan Milošević. Debido a su información abierta y sin censura en la cobertura de temas y acontecimientos que asolaban la sociedad yugoslava y serbia de finales de los años 1990, el periódico a menudo fue intervenido por las autoridades serbias.
Danas fue uno de los tres periódicos (Dnevni Telegraf y Naša borba fueron los otros dos) que se prohibió por decreto gubernamental el 14 de octubre de 1998, por "difundir el miedo y el derrotismo" en un momento en que el bombardeo de la OTAN sobre Yugoslavia parecía una clara posibilidad. La prohibición fue levantada el 20 de octubre de 1998, para ser reemplazada por la llamada «Ley de Información».
Bajo esa ley, Danas fue multado severamente en numerosas ocasiones. Su actividad diaria se encontró a menudo bajo la amenaza de cierre hasta que el régimen fue derrocado finalmente el 5 de octubre de 2000.
Tras el cambio de régimen, Danas fue uno de los pocos periódicos de Serbia que no cayó en el sensacionalismo, lo que pudo influir para que sus ventas cayeran en un constante declive. Actualmente, Danas es un medio de orientación izquierdista, considerado el diario independiente de referencia en Serbia, con especial interés hacia los temas relacionados con la antigua Yugoslavia, el europeísmo, la socialdemocracia y la protección de los derechos del hombre y de las minorías.
El diario es publicado y administrado por una entidad llamada Dan Graf d.o.o, una sociedad de responsabilidad limitada con sede en Belgrado. La propiedad de la compañía es compartida por 13 personas, siendo sus máximos accionistas Grujica Spasović (13,39%), Dušan Mitrović (13,39%) y Radomir Ličina (11,83%).